# Englishman River Falls Provincial Park
Der Englishman River Falls Provincial Park ist ein 97 Hektar großer Provincial Park in der kanadischen Provinz British Columbia. Er liegt nördlich von Nanaimo auf der Insel Vancouver Island im Regional District of Nanaimo.
Bei dem Park handelt es sich um ein Schutzgebiet der Kategorie II (Nationalpark).

## Geschichte
Der Park wurde am 20. Dezember 1940 zum Schutz des die Wasserfälle umgebenden Naturwaldes gegründet. Nach einer Legende der First Nation erhielt der Fluss seinen Namen, nachdem nahe dem Wasserfall das Gerippe eines weißen Mannes gefunden wurde.

## Flora und Fauna
Mit dem Biogeoclimatic Ecological Classification (BEC) Zoning System wird das Ökosystem von British Columbia in verschiedene biogeoklimatische Zonen eingeteilt. Biogeoklimatische Zonen zeichnen sich durch ein grundsätzlich identisches oder sehr ähnliches Klima sowie gleiche oder sehr ähnliche biologische und geologische Voraussetzungen aus. Daraus resultiert in den jeweiligen Zonen dann grundsätzlich auch ein sehr ähnlicher Bestand an Pflanzen und Tieren. Innerhalb dieser Systematik wird der Park der Coastal Western Hemlock Zone mit der Very Dry Maritime Subzone zugeordnet.
Die Wasserfälle liegen inmitten eines üppigen Walds, der teilweise noch aus Urwald aus alten und urwüchsigen Douglasien besteht. Neben der Douglasie findet sich auch die Westamerikanische Hemlocktanne und die Nootka-Scheinzypresse sowie bedrohte Arten des Bartfadens und des Greiskrauts. Der Englishman River ist ein Laichgebiet von verschiedenen Lachsarten. Weiterhin gibt die Parkverwaltung an, dass in den Gewässern des Parks der Grüne Stör vorkommt.

## Tourismus
Hauptattraktion des Parks sind zwei Wasserfälle, mit denen der Englishman River in einen tiefen Canyon stürzt. Der Park verfügt über einen Picknickbereich mit Wanderwegen sowie über einen Campingplatz. Das Gebiet ist über den Highway 4A zu erreichen.
Mehrere Wanderwege führen durch den Wald und entlang des Flusses. Zwei Brücken überspannen den Canyon und gewähren einen guten Blick auf die Wasserfälle. Der untere Wasserfall mündet in einen natürlichen Pool, in dem im Sommer gebadet werden kann. Der Campingplatz verfügt über 103 Stellplätze.